# ليندسي دوسن
ليندسي دوسن (بالإنجليزية: Lindsay Dawson)‏ هو رسام أمريكي، ولد في 21 ديسمبر 1959 في بالو ألتو في الولايات المتحدة.

## وصلات خارجية
- ليندسي دوسن على موقع IMDb (الإنجليزية)